# Jean-Pierre Versini-Campinchi
Jean-Pierre Versini-Campinchi, né le 12 novembre 1939 à Ambleny dans l'Aisne et mort le 12 octobre 2023 à Paris,,, est un avocat français, du Barreau de Paris (à partir de novembre 1965).

## Biographie
Jean-Pierre Versini-Campinchi est né dans un village du département de l’Aisne, dans une maison dans laquelle sa mère était née (en 1912) et qu’il occupe toujours aujourd’hui.
Il est issu par son père d'une famille de souche corse, dont les deux branches Versini et Campinchi sont originaires de villages du Golfe de Sagone, et est le petit-neveu de César Campinchi qui fut, sous la IIIe République, un avocat célèbre avant de devenir député de Corse et d'être nommé ministre de la Marine de guerre.
Il est issu par sa mère d'une famille originaire de Martinique et a été élevé par son grand-père maternel, Robert Attuly, magistrat et premier Antillais à intégrer la Cour de cassation en 1946.
Marié à l’âge de vingt ans, Jean-Pierre Versini-Campinchi a trois filles d’un premier mariage et deux autres enfants d’un second. Son fils François est également avocat.

### Carrière
Jean-Pierre Versini-Campinchi s’est d’abord spécialisé dans le traitement de dossiers essentiellement commerciaux et exclusivement contentieux avant d’évoluer, à compter de la fin des années 1980, vers le droit pénal financier.
Son cabinet est constitué de trois associés : Fanny Colin, Alexandre Merveille et lui-même. Ce cabinet traite pour l’essentiel de dossiers pénaux et de contentieux commerciaux.
Il a été membre du Conseil de l’ordre des avocats du Barreau de Paris entre 2003 et 2005.

#### Dossiers notoires
Dans les années 1990, Jean-Pierre Versini-Campinchi a été l’avocat du groupe GIFCO dans le dossier du financement du parti communiste, à l’occasion duquel il a demandé et obtenu la récusation de la présidente de la chambre correctionnelle.
Dans l’affaire Michel Mouillot, dans lequel il défendait un promoteur accusé de corruption, il a demandé et obtenu la récusation du juge d’instruction Murciano de Grasse.
À la fin des années 1990 et au début des années 2000, il a  été l’avocat de l’homme d’affaire Jeffrey Steiner, à l’origine de l’affaire Elf, mais également de Jean-Christophe Mitterrand, fils du président de la République, lors de l’affaire dite de « l’Angola Gate » dans laquelle celui-ci a été relaxé du chef de trafic d’armes.
Dans l’affaire Buffalo Grill, il défend Christian Picart, président fondateur du groupe de restauration, qui a été accusé dans les années 2000 d’avoir enfreint l’embargo sur les viandes anglaises, supposées responsables de la maladie de Creutzfeldt-Jakob. À l’occasion de cette affaire, Jean-Pierre Versini-Campinchi a été sanctionné disciplinairement par le Conseil de l’Ordre des avocats de Paris pour violation du secret de l’enquête. Cette affaire a donné lieu à des arrêts de la Cour de cassation et de la Cour européenne des droits de l’Homme, qui sont encore aujourd’hui étudiés comme la jurisprudence de référence, en matière d’interceptions téléphoniques entre un avocat et son client,.
Dans l’affaire Agnès Leroux il a assuré, aux côtés de François Saint-Pierre, la défense de Maurice Agnelet, qui a été condamné pour avoir assassiné Agnès Leroux. Il est toujours convaincu de son innocence et considère cette condamnation, intervenue après un non-lieu puis un acquittement, comme une « erreur judiciaire spécifiquement française ».
Il a été l’avocat de François Fillon dans l’affaire l’opposant à Jean-Pierre Jouyet, Secrétaire général de l’Élysée,.
Jean-Pierre Versini-Campinchi est l’avocat du groupe Vinci, à la suite d'une plainte de l’association Sherpa sur la condition des ouvriers lors de la construction du métro de Doha (Qatar).
Il est également l’avocat d’Anne Lauvergeon, ancienne présidente du groupe Areva,, dans l’affaire Uramin. 
Depuis 2017, il est l’avocat de Bernard Laporte, président de la FFR,.
Il assure également avec Jean-Pierre Mignard la défense d’Eliane Houlette, ancien procureur National Financier, poursuivie devant le Conseil supérieur de la Magistrature,.

### Prises de position
Jean-Pierre Versini-Campinchi fait campagne pendant plusieurs années pour que soit supprimée aux avocats l’autorisation de porter des décorations sur leur robe,. Il a d’ailleurs lui-même refusé la Légion d’honneur que voulait lui conférer le Garde des Sceaux en 2011,.
En dehors de sa vie professionnelle, il est également à l’origine d’une proposition de loi permettant aux parents de déclarer pour lieu de naissance de leurs enfants non pas celui du lieu de la clinique du lieu de naissance mais de leur domicile. Il a créé à cette fin l’Association « Renaissance des Villages » aux côtés de Jean-Cyril Spinetta.

## Ouvrage
Jean-Pierre Versini-Campinchi, Papiers d'identités, Paris/37-Monts, Éditions du Cerf, 2020, 304 p. (ISBN 9782204138499).